# 那賀川町日向
那賀川町日向（なかがわちょうひなた）は、徳島県阿南市の大字。2010年10月1日現在の人口は218人、世帯数は73世帯。郵便番号は〒779-1119。

## 地理
阿南市の北部に位置。北は那賀川町今津浦、南東は那賀川町手島、西は那賀川町八幡に接する。地内は閑静な住宅地となっている。

## 歴史
2006年（平成18年）3月20日に那賀郡那賀川町が阿南市と合併し、阿南市那賀川町日向になる。

## 施設
- ラジコン天国

## 交通

### 道路
都道府県道
- 徳島県道141号大林那賀川阿南線